# Iluileq

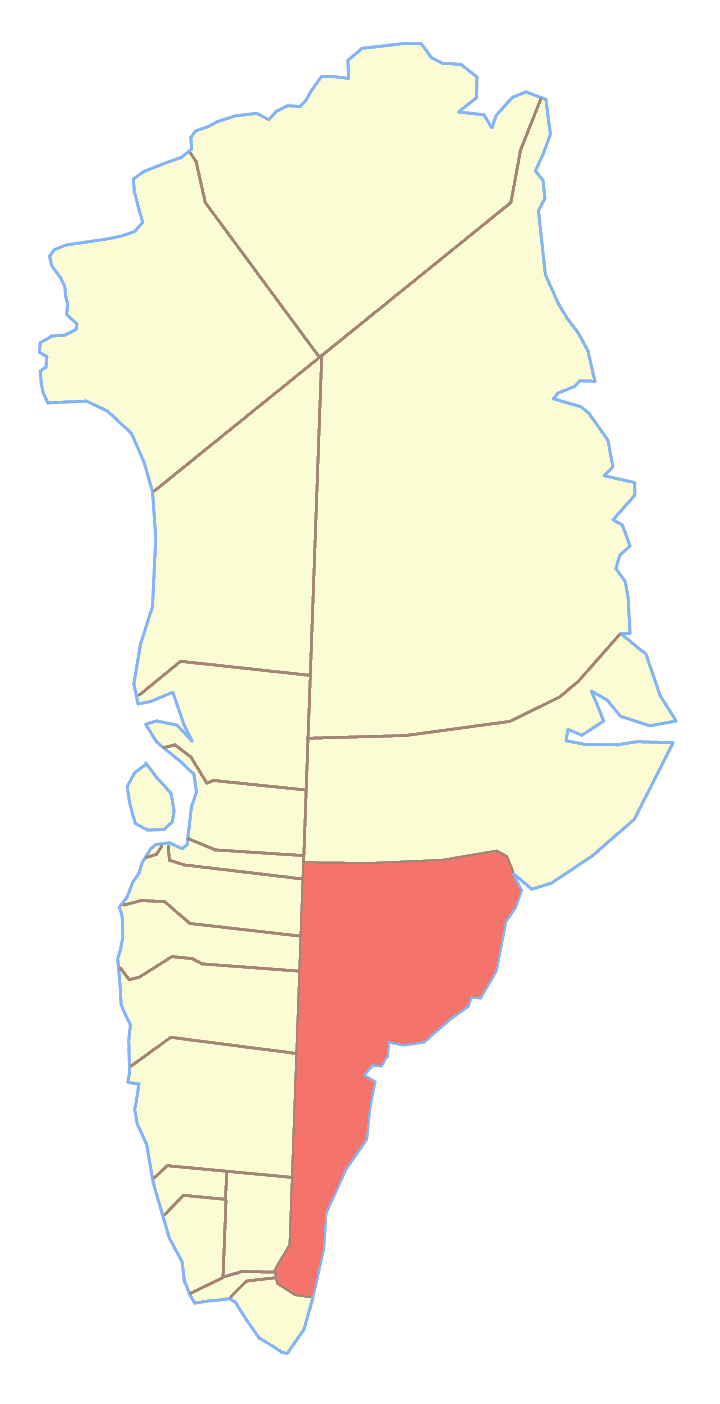
Ex comune di Ammassalik, dove si trovava il fiordo di Danell

L'Iluileq o fiordo di Danell (danese: Danells Fjord) è un fiordo della Groenlandia che sbocca nell'Oceano Atlantico. È situato nella parte meridionale della Costa di Re Federico VI, a nord del fiordo di Lindenow; appartiene al comune di Sermersooq.